# Syqem
Syqem ist eine deutsche Progressive-Metal-Band bzw. Alternative-Metal-Band aus Hamburg, die 2001 gegründet wurde.

## Bandgeschichte
Nach mehreren Besetzungswechseln an Schlagzeug, zeitweiligem Ausstieg Benjamin Shibatas (2004–2005) und dem endgültigen Ausstieg des Sampling- und Synthesizerspezialisten Christian Voss, hatte sich das aktuelle Lineup 2008 nun gefestigt. Nach vielen Jahren der kleinen Clubgigs (Jugendzentren, lokale Clubs) ergaben sich für die Band ab 2007 deutlich größere Chancen, ihren Namen in der Metalszene zu verbreiten.
Die Band wurde 2007 mit dem „Schandmaul Newcomer Preis“ ausgezeichnet, hatte 2008 Gig bei Rock am Ring und wurde 2008 Sieger Sennheiser Stage Gigs. 2008 tourte die Band durch Holland.
Die Band schreibt derzeit an ihrem ersten Konzeptalbum, Reflection of Elephants, das stark durch Salvador Dalís Werke inspiriert und geprägt wurde. Dafür besuchte die Band im Sommer 2009 Portlligat, Barcelona und Pubol in Spanien, um dort Atmosphärensounds in Dalís Haus, in Pubol per Field Recorder festzuhalten, welche 2010 auf dem Album zu hören sein werden.
2009 wurde die Videoserie "Reflections" gestartet, welche auf das kommende Album vorbereiten soll. In dieser Videoserie beschreiben Syqem ihren Alltag beim Songwriting und stellen bereits Vorabversionen ihres kommenden Albums vor.
Im Juli 2012 wurde das Album Reflections of Elephants digital veröffentlicht und wird aufgrund der großen Fanresonanzen nun auch in physischer Form, als gepresste CD in limitierter Auflage vertrieben.
2012 starteten Daniel und Thomas Bernath das Elektro Projekt "The Delta Mode", mit dem sie 2014 ihre erste EP "Wake Up" auf Crime Kitchen veröffentlichten. Seit 2016 konzentrieren sich die Musiker auf ihr neues Projekt.

## Instrumentierung
Syqem starteten 2001 als 7-Saiter-Band, die natürliche Weiterentwicklung erfolgte 2007 durch Umstieg auf achtsaitige E-Gitarren und eröffnete neue Möglichkeiten für zweihändiges Tapping, aber auch das Spiel in tiefen Oktaven, dabei spielt der Bass doppelt die Gitarrenlinien oktav unisono.

## Diskografie
- 2002: What Comes out of the Cow
- 2003: Theory of Constant Brainwashing
- 2005: Dzien
- 2007: A Closer Look
- 2012: Reflections of Elephants
- 2023: Artificial Irrelephants